# Up in Daisy's Penthouse
Up in Daisy's Penthouse (br.: Quem é quem) é um filme estadunidense curta metragem de 1953, dirigido por Jules White. É o 144º de um total de 190 da série com os Três Patetas produzida pela Columbia Pictures entre 1934 e 1959.

## Enredo
Os Três Patetas acordam de manhã com a sua mãe chorando, dizendo que o marido vai se divorciar dela para se casar com uma loira. O trio vai ao encontro do pai, um rico magnata do petróleo (Shemp Howard em papel duplo, com costeletas e cabelos grisalhos), para impedi-lo, mas esse os suborna e os obriga a irem ao casamento. Enquanto isso, a noiva chamada Daisy (Connie Cezon) planeja matar o pai dos Patetas, com a cumplicidade de seu namorado bandido e os comparsas, logo após o casamento. O pai deles tira as costeletas e pinta o cabelo, ficando idêntico a Shemp. Quando Shemp aparece no casamento com as roupas do pai, é confundido com ele e acaba se casando com Daisy. Logo após os bandidos tentam matá-lo, mas o pai aparece, o que os atrapalha. Na cena final os Patetas tentam escapar dos bandidos subindo num mastro da bandeira, mas caem na rua em cima do pai, que lhes perde perdão e todos voltam para a mãe.